# Sochi Cup
La Sochi Cup è una corsa in linea maschile di ciclismo su strada che si tiene annualmente a Soči, in Russia. Nata nel 2015, fa parte del circuito UCI Europe Tour, classe 1.2.

## Albo d'oro
Aggiornato all'edizione 2015.
| Anno | Vincitore            | Secondo       | Terzo               |
| ---- | -------------------- | ------------- | ------------------- |
| 2015 | Uladzimir Harakhavik | Igor Kuznecov | Andrej Solomennikov |
| 2016 |                      |               |                     |